# Vittorio Cossio
Vittorio Cossio (Údine, Italia, 21 de noviembre de 1911-Roma, 7 de abril de 1984) fue un animador e historietista italiano.

## Biografía
Inició realizando cortometrajes animados junto a su hermano Carlo. En los años 1930, colaboró con la editorial SAEV de Lotario Vecchi, realizando historietas publicadas en Primarosa, Jumbo (I tre moschettieri) y Rin Tin Tin (Quarant'anni dopo y T.B.4, con guiones de Gian Luigi Bonelli, en el bienio 1936-1937). Al mismo tiempo, colaboró con Il Corriere dei Piccoli, dibujando las series de Balilla Venturino (1935-1936) y Centaurino (1939).
En los años 1940, reemplazó a su hermano Carlo en la realización de Furio Almirante, cómic ideado por el mismo Carlo Cossio y escrito por Gian Luigi Bonelli. En la posguerra, tras colaborar en Francia con el editor Capriotti, trabajó para la editorial Universo, dibujando las historietas Capitan Sparviero y Cuore Garibaldino del semanal L'Intrepido. En 1951, realizó los álbumes de Storia d'America. Además, colaboró con Il Vittorioso, Vera Vita y otras revistas de historietas, y para los semanales cómicos Travaso, Calandrino y Marc'Aurelio. Con su hermano Carlo realizó algunos cómics bélicos para el mercado británico. En los años 1970, dibujó algunas historias para la serie Sexy Favole, editada por Geis.